# 沃爾訥山
47°26′59″N 11°20′19″E / 47.44972°N 11.33861°E

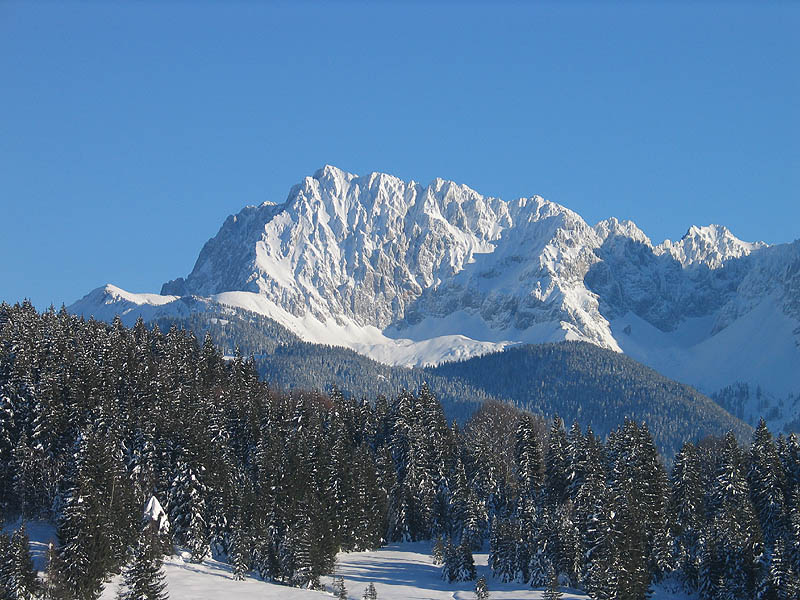

沃爾訥山（德語：Wörner），是中歐的山峰，位於奧地利和德國接壤的邊境，屬於卡爾文德爾山脈的一部分，海拔高度2,476米，每年平均降雨量1,666毫米，人類在1853年首次登頂。